# Grand Prix-wegrace van Joegoslavië 1975
De Grand Prix-wegrace van Joegoslavië 1975 was de twaalfde en afsluitende race van het wereldkampioenschap wegrace in het seizoen 1975. De race werd verreden op 21 september 1975 op het stratencircuit Opatija, in Joegoslavië langs de kust van de Kvarnergolf tussen Opatija en Rijeka. 

## Algemeen
Tijdens het FIM-najaarscongres van 1974 was het circuit van Opatija definitief afgekeurd. Men kreeg een jaar respijt: vanaf het seizoen 1976 mocht er niet meer gereden worden. Nadat alle wereldtitels vast stonden kwam er slechts drie fabrieksteams naar Joegoslavië: MZ, Piovaticci en Morbidelli. Dat laatste leek vreemd, want beide fabrieksrijders herstelden van beenbreuken: Paolo Pileri in het ziekenhuis van Pesaro en Pier Paolo Bianchi thuis. Ze werden echter vervangen door Dieter Braun en Luigi Conforti en die moesten Kent Andersson van de overwinning af houden om te zorgen dat Bianchi zijn tweede plaats in het 125cc-wereldkampioenschap niet zou verliezen.

## 350 cc
Nadat Dieter Braun in Joegoslavië de 250cc-klasse had gewonnen en als invaller bij Morbidelli ook de 125cc-klasse, was het mogelijk dat een coureur drie wedstrijden op één dag zou winnen. Dat was niet meer gebeurd sinds de dagen van Mike Hailwood. Tom Herron had de beste start, maar hij had een beetje geluk omdat hij voor een reparatie van zijn machine rechts voor de startplaatsten was gaan staan. Hij kon niet meer terug naar zijn officiële startpositie en duwde zijn machine dus vanuit de voorkant van het startveld aan. Hij werd al snel voorbij gegaan door Dieter Braun. Pentti Korhonen pakte de tweede plaats maar had enige achterstand. Hij begon in te lopen op Braun, maar in de 15e ronde viel die uit. Pentti Korhonen won zo zijn eerste Grand Prix, Otello Buscherini werd tweede en Chas Mortimer werd derde.

### Uitslag 350 cc
| Pos | Coureur            | Merk          | Tijd      | Punten |
| --- | ------------------ | ------------- | --------- | ------ |
| 1   | Pentti Korhonen    | Yamaha        | 58' 48" 8 | 15     |
| 2   | Otello Buscherini  | Bimota-Yamaha | +1' 12" 8 | 12     |
| 3   | Chas Mortimer      | Maxton-Yamaha | +1' 13" 0 | 10     |
| 4   | Tom Herron         | Yamaha        | +1' 55" 8 | 8      |
| 5   | Franz Kunz         | Yamaha        | +2' 17" 4 | 6      |
| 6   | Billie Henderson   | Yamaha        |           | 5      |
| 7   | Mario Lega         | Yamaha        |           | 4      |
| 8   | Max Wiener         | Yamaha        |           | 3      |
| 9   | János Reisz        | Yamaha        |           | 2      |
| 10  | Peter Baláž        | Yamaha        |           | 1      |
| 11  | Bo Granath         | Yamaha        |           |        |
| DNF | Tapio Virtanen     | MZ            |           |        |
| DNF | Karl Auer          | Yamaha        |           |        |
| DNF | Dieter Braun       | Yamaha        |           |        |
| DNF | Patrick Pons       | Yamaha        |           |        |
| DNF | Victor Palomo      | SMAC-Yamaha   |           |        |
| DNF | John Dodds         | Yamaha        |           |        |
| DNF | Olivier Chevallier | Yamaha        |           |        |
| DNF | Gérard Choukroun   | Yamaha        |           |        |
| DNF | Philippe Coulon    | Yamaha        |           |        |
| DNF | Alex George        | Yamaha        |           |        |

## 250 cc
Dieter Braun startte het beste in de 250cc-race, terwijl trainingssnelste Otello Buscherini meteen na de start een aantal plaatsen terugviel. In de vierde ronde was Buscherini echter alweer aan het jagen op Braun en in de negende ronde lag hij op kop. Een ronde later had hij een achterstand van 14 seconden op Braun. Het probleem werd veroorzaakt doordat de stekkertjes van zijn ontsteking los raakten. Buscherini werd slechts vijfde, terwijl Braun naar de overwinning reed. Chas Mortimer wist zich los te maken uit de achtervolgende groep en werd tweede. Patrick Pons werd derde.

### Uitslag 250 cc
| Pos | Coureur            | Merk          | Tijd      | Punten |
| --- | ------------------ | ------------- | --------- | ------ |
| 1   | Dieter Braun       | Yamaha        | 49' 54" 9 | 15     |
| 2   | Chas Mortimer      | Maxton-Yamaha | +31" 9    | 12     |
| 3   | Patrick Pons       | Yamaha        | +42" 2    | 10     |
| 4   | Harald Bartol      | Yamaha        | +50" 3    | 8      |
| 5   | Otello Buscherini  | Yamaha        | +1' 05" 3 | 6      |
| 6   | Tom Herron         | Yamaha        | +1' 11" 4 | 5      |
| 7   | Leif Gustafsson    | Yamaha        | +1' 13" 3 | 4      |
| 8   | Olivier Chevallier | Yamaha        | +1' 15" 5 | 3      |
| 9   | Rolf Minhoff       | Yamaha        | +1' 41" 2 | 2      |
| 10  | Alex George        | Yamaha        | +2' 10" 8 | 1      |
| DNF | Tapio Virtanen     | MZ            |           |        |
| DNF | Victor Palomo      | SMAC-Yamaha   |           |        |
| DNF | Bruno Kneubühler   | Yamaha        |           |        |
| DNF | John Dodds         | Yamaha        |           |        |
| DNF | Pentti Korhonen    | Yamaha        |           |        |

## 125 cc
Dieter Braun had de 250cc-race in Opatija al gewonnen, maar voor de 125cc-klasse mocht hij samen met Luigi Conforti invallen voor de geblesseerde fabrieksrijders van Morbidelli. De opdracht was om vóór Yamaha-coureur Kent Andersson te finishen. Na de eerste ronde lag Conforti al vóór Braun, Harold Bartol en Andersson. In de zevende ronde nam Braun de leiding over en won de race. Conforti werd tweede en Andersson werd ook nog verslagen door Eugenio Lazzarini, die slecht gestart was maar toch nog derde werd. 

### Uitslag 125 cc
| Pos | Coureur            | Merk       | Tijd      | Punten |
| --- | ------------------ | ---------- | --------- | ------ |
| 1   | Dieter Braun       | Morbidelli | 41' 56" 0 | 15     |
| 2   | Pierluigi Conforti | Morbidelli | +18" 1    | 12     |
| 3   | Eugenio Lazzarini  | Piovaticci | +1' 02" 9 | 10     |
| 4   | Kent Andersson     | Yamaha     | +1' 47" 9 | 8      |
| 5   | Harald Bartol      | Suzuki     | +1' 50" 7 | 6      |
| 6   | Leif Gustafsson    | Yamaha     | +1 ronde  | 5      |
| 7   | Cees van Dongen    | Yamaha     | +1 ronde  | 4      |
| 8   | Matti Kinnunen     | Maico      | +1 ronde  | 3      |
| 9   | Thierry Tchernine  | Yamaha     | +1 ronde  | 2      |
| 10  | Hans-Jürgen Hummel | Yamaha     | +1 ronde  | 1      |
| DNF | Bruno Kneubühler   | Yamaha     |           |        |
| DNF | Henk van Kessel    | Condor     |           |        |
| DNF | Pentti Salonen     | Yamaha     |           |        |
| DNF | Claudio Lusuardi   | Derbi      |           |        |

## 50 cc
In de 50cc-race had Eugenio Lazzarini (Piovaticci) de snelste trainingstijd, maar men ontdekte dat de borgpen van de zuiger van het snelste motorblok los zat. Het team besloot het risicio te nemen, maar Lazzarini viel in de 12e ronde uit door een vastloper. Ángel Nieto, die de overtollige Van Veen-Kreidler van Jan de Vries gekocht had,  reed toen al aan de leiding en stond die niet meer af. Door het uitvallen van Lazzarini kwam Rudolf Kunz op de tweede plaats terecht. Aldo Pero werd derde. 

### Uitslag 50 cc
| Pos | Coureur            | Merk              | Tijd      | Punten |
| --- | ------------------ | ----------------- | --------- | ------ |
| 1   | Ángel Nieto        | Van Veen-Kreidler | 41' 50" 2 | 15     |
| 2   | Rudolf Kunz        | Kreidler          | +37" 4    | 12     |
| 3   | Aldo Pero          | Kreidler          | +44" 0    | 10     |
| 4   | Claudio Lusuardi   | Derbi             | +1' 07" 5 | 8      |
| 5   | Stefan Dörflinger  | Kreidler          | +1' 13" 1 | 6      |
| 6   | Gerhard Thurow     | Kreidler          | +2' 10" 7 | 5      |
| 7   | Wilhelm Werner     | Kreidler          | +2' 38" 6 | 4      |
| 8   | Hans-Jürgen Hummel | Kreidler          | +2' 43" 7 | 3      |
| 9   | Ulrich Graf        | Kreidler          |           | 2      |
| 10  | Henk van Kessel    | Kreidler          |           | 1      |
| DNF | Eugenio Lazzarini  | Piovaticci        |           |        |
| DNF | Cees van Dongen    | Kreidler          |           |        |
| DNF | Nico Polane        | Kreidler          |           |        |
| DNF | Rolf Blatter       | Kreidler          |           |        |

1972 · 1973 · 1974 · 1975 · 1976 · 1977 · 1978 · 1979 · 1980 · 1981 · 1982 · 1983 · 1984 · 1985 · 1986 · 1987 · 1988 · 1989 · 1990